# Miloslav Janulík
Miloslav Janulík (* 21. září 1962 Valtice) je český politik, od října 2013 poslanec Poslanecké sněmovny za ANO 2011, v letech 2016 až 2020 zastupitel Jihomoravského kraje.

## Profesní kariéra
V letech 1980 až 1986 vystudoval všeobecné lékařství na Lékařské fakultě Univerzity Jana Evangelisty Purkyně v Brně (dnes Masarykova univerzita) (získal titul MUDr.).
Atestace v oboru gynekologie a porodnictví I. stupně 1990, atestace v oboru gynekologie porodnictví II. stupně 1997, ukončená atestační příprava v oboru sexuologie 2001, škola veřejného zdravotnictví 1999–2002, tuzemské i zahraniční certifikáty v oboru a ultrazvukové diagnostice, dlouhodobá operační praxe. Do roku 2003 byl ředitelem Nemocnice Břeclav.
Provozuje soukromou gynekologickou ambulanci v areálu Nemocnice Břeclav.

## Politické působení
V krajských volbách v roce 2016 byl jako nestraník za hnutí ANO 2011 zvolen zastupitelem Jihomoravského kraje. Ve volbách v roce 2020 již nekandidoval.
Ve volbách do Poslanecké sněmovny PČR v roce 2013 kandidoval v Jihomoravském kraji za ANO 2011 a byl zvolen se ziskem 2 607 preferenčních hlasů (2,61 %). Ve volbách do Poslanecké sněmovny PČR v roce 2017 obhájil svůj poslanecký mandát v Jihomoravském kraji již jako člen hnutí ANO 2011.
Ve volbách do Poslanecké sněmovny PČR v roce 2021 kandidoval za hnutí ANO 2011 na 3. místě v Jihomoravském kraji. Získal 3 172 preferenčních hlasů, a stal se tak znovu poslancem. V komunálních volbách v roce 2022 neúspěšně kandidoval do zastupitelstva Valtic z předposledního 14. místa kandidátky hnutí ANO 2011.
Ve volbách do Senátu PČR v roce 2024 kandidoval za hnutí ANO v obvodu č. 56 – Břeclav. V prvním kole skončil druhý, když získal 22,54 % hlasů. Ve druhém kole se utkal s předsedou hnutí PŘÍSAHA Róbertem Šlachtou, s nímž prohrál poměrem hlasů 41,11 % : 58,88 %, a senátorem se tak nestal.
Ve volbách do Poslanecké sněmovny PČR v roce 2025 kandiduje z 9. místa kandidátní listiny hnutí ANO v Jihomoravském kraji.

## Rodina a osobní život
Má dvě děti, dceru a syna. Na Břeclavsku celý život působí jako cimbalista v různých uskupeních, a kytarista v bigbeatových kapelách (např. HB Stop, Walter Bartoš Band, KazBand).